# Hypangitia peratopis
Hypangitia peratopis là một loài bướm đêm trong họ Noctuidae.